# Scheunen
Scheunen is een plaats en voormalige gemeente in het Zwitserse kanton Bern, en maakt deel uit van het district Bern-Mittelland. Op 1 januari 2014 ging Scheunen op in de gemeente Jegenstorf.
Scheunen telt 83 inwoners.
- Historisch woordenboek van Zwitserland: 000311
- Virtual International Authority File: 245454757
- WorldCat: E39PBJhCJrfjWvCY8RBCFkKDbd